# Les Lilas
Les Lilas là một xã trong vùng hành chính Île-de-France, thuộc tỉnh Seine-Saint-Denis, quận Bobigny, tổng Les Lilas (Chef-lieu). Tọa độ địa lý của xã là 48° 52' vĩ độ bắc, 02° 25' kinh độ đông. Les Lilas nằm trên độ cao trung bình là 126 mét trên mực nước biển, có điểm thấp nhất là 75 mét và điểm cao nhất là 131 mét. Xã có diện tích 1,25 km², dân số vào thời điểm 1999 là 20.226 người; mật độ dân số là 16.052 người/km².

## Thông tin nhân khẩu
| 1936   | 1946   | 1954   | 1962   | 1968   | 1975   | 1982   | 1990   | 1999   |
| ------ | ------ | ------ | ------ | ------ | ------ | ------ | ------ | ------ |
| 19 467 | 17 685 | 18 590 | 17 721 | 15 817 | 20 054 | 20 354 | 20 118 | 20 226 |

## Nhân vật nổi tiếng
- Sotigui Kouyate, nữ diễn viên
- Arlette Laguiller, nữ chính trị gia
- Catherine Ringer, nữ ca sĩ
- Maïwenn Le Besco, nữ diễn viên